# Manuskrypt paryski D

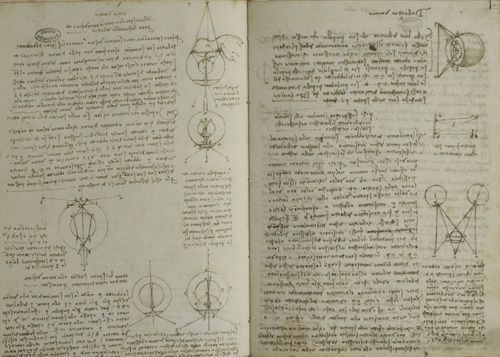
Manuskrypt paryski D

Manuskrypt paryski D – zbiór notatek Leonarda da Vinci datowany na lata 1508–1509. Jego wymiary wynoszą 158 × 220 mm. Liczy 10 kart.
Manuskrypt paryski D, podobnie jak Manuskrypt paryski F zawiera studia i teorie dotyczące optyki oka, sposobu jego spostrzegania koloru i światła. Leonardo chciał zrozumieć sposób widzenia ludzkiego oka. Pierwotnie próbował dokonywać sekcji oka ludzkiego, by sprawdzić działanie soczewki. Jeden z jego eksperymentów polegał na ugotowaniu próbki gałki ocznej w białku jajka zmieszanej z wodą. Eksperyment ten nie powiódł się. Soczewka zmieniła swój kształt i oddzieliła się od siatkówki. Po nie udanych eksperymentach, prowadził dedukcyjne rozważania na podstawie zmiennej średnicy źrenicy. Posługiwał się przy tym wieloma wykresami. 
Jego badania, doprowadziły go do wniosku, iż oko ludzkie widzi i rozpoznaje przedmioty z większa intensywnością z chwilą, gdy źrenica jest maksymalnie rozszerzona. Pracował nad przyrządami optycznymi, opracował działanie szkieł kontaktowych. Wszystkie te badania oraz wnioski stanowiące podstawowe zasady optyki i teorii światła, znalazły się na kartach Manuskrypt paryski D.  
Rękopis składa się z 10 stron opatrzonych dwudziestoma szkicami. Manuskrypt znajduje się w Instytucie Francuskim w Paryżu.